# Lomas de San José
Lomas de San José är en ort i Mexiko.   Den ligger i kommunen San Miguel de Allende och delstaten Guanajuato, i den centrala delen av landet, 240 km nordväst om huvudstaden Mexico City. Lomas de San José ligger 1 930 meter över havet och antalet invånare är 556.
Terrängen runt Lomas de San José är platt åt nordväst, men åt sydost är den kuperad. Terrängen runt Lomas de San José sluttar västerut. Runt Lomas de San José är det ganska tätbefolkat, med 96 invånare per kvadratkilometer. Närmaste större samhälle är San Miguel de Allende, 5,0 km sydost om Lomas de San José. Trakten runt Lomas de San José består i huvudsak av gräsmarker.